# جون سفينسون (دراج)
جون سفينسون (بالسويدية: Johan Svensson)‏ هو دراج سويدي، ولد في 2 أكتوبر 1979.

## وصلات خارجية
- جون سفينسون على موقع الاتحاد الدولي للدراجات (الإنجليزية)
- جون سفينسون على موقع إحصائيات الدراجات الإحترافية (الإنجليزية)